# Globalternina
Globalternina es un género de foraminífero planctónico considerado como nomen nudum, aunque también considerado un sinónimo posterior de Cassigerinella la familia Cassigerinellidae, de la superfamilia Hantkeninoidea, del suborden Globigerinina y del orden Globigerinida. No fue definida su especie tipo, pero podría considerarse Globalternina globoloculata. Su rango cronoestratigráfico abarcaba el Oligoceno.

## Descripción
Su descripción coincide con la del género Cassigerinella, ya que Globalternina ha sido considerado un sinónimo subjetivo posterior.

## Discusión
Clasificaciones posteriores incluirían Globalternina en la superfamilia Heterohelicoidea y en el Orden Heterohelicida. La especie tipo asignada a Globalternina por monotipia, es decir, por ser la única especie descrita en el género, resultó ser un nomen nudum, así que el nombre genérico Globalternina fue invalidado según el Art. 13a del ICZN.

## Clasificación
Globalternina incluía a la siguiente especie:
- Globalternina globoloculata †